# Lijst van administratieve eenheden in Hà Giang
Deze lijst bevat een overzicht van administratieve eenheden in Hà Giang (Vietnam).
De provincie Hà Giang ligt in het noordoosten van Vietnam dat ook wel Vùng Đông Bắc wordt genoemd. De oppervlakte van de provincie bedraagt 7945,8 km² en telt ruim 694.000 inwoners. Hà Giang is onderverdeeld in één stad en tien huyện.

## Stad

### Thành PhốHà Giang
- Phường Minh Khai
- Phường Ngọc Hà
- Phường Nguyễn Trãi
- Phường Quang Trung
- Phường Trần Phú
- Xã Ngọc Đường
- Xã Phương Độ
- Xã Phương Thiện

## Huyện

### HuyệnBắc Mê
- Thị trấn Yên Phú
- Xã Đường Âm
- Xã Đường Hồng
- Xã Giáp Trung
- Xã Lạc Nông
- Xã Minh Ngọc
- Xã Minh Sơn
- Xã Phiêng Luông
- Xã Phú Nam
- Xã Thượng Tân
- Xã Yên Cường
- Xã Yên Định
- Xã Yên Phong

### HuyệnBắc Quang
- Thị trấn Việt Quang
- Thị trấn Vĩnh Tuy
- Xã Bằng Hành
- Xã Đồng Tâm
- Xã Đông Thành
- Xã Đồng Tiến
- Xã Đồng Yên
- Xã Đức Xuân
- Xã Hùng An
- Xã Hữu Sản
- Xã Kim Ngọc
- Xã Liên Hiệp
- Xã Quang Minh
- Xã Tân Lập
- Xã Tân Quang
- Xã Tân Thành
- Xã Thượng Bình
- Xã Tiên Kiều
- Xã Việt Hồng
- Xã Việt Vinh
- Xã Vĩnh Hảo
- Xã Vĩnh Phúc
- Xã Vô Điếm

### HuyệnĐồng Văn
- Thị trấn Phó Bảng
- Thị trấn Đồng Văn
- Xã Hố Quáng Phìn
- Xã Lũng Cú
- Xã Lũng Phìn
- Xã Lũng Táo
- Xã Lũng Thầu
- Xã Má Lé
- Xã Phố Cáo
- Xã Phố Là
- Xã Sảng Tủng
- Xã Sính Lủng
- Xã Sủng Là
- Xã Sủng Trái
- Xã Tả Lủng
- Xã Tả Phìn
- Xã Thài Phìn Tủng
- Xã Vần Chải
- Xã Xà Phìn

### HuyệnHoàng Su Phì
- Thị trấn Vinh Quang
- Xã Bản Luốc
- Xã Bản Máy
- Xã Bản Nhùng
- Xã Bản Péo
- Xã Bản Phùng
- Xã Chiến Phố
- Xã Đản Ván
- Xã Hồ Thầu
- Xã Nậm Dịch
- Xã Nậm Khòa
- Xã Nam Sơn
- Xã Nậm Tỵ
- Xã Nàng Đôn
- Xã Ngàm Đăng Vài
- Xã Pố Lồ
- Xã Pờ Ly Ngài
- Xã Sán Xả Hồ
- Xã Tả Sử Choóng
- Xã Tân Tiến
- Xã Thàng Tín
- Xã Thèn Chu Phìn
- Xã Thông Nguyên
- Xã Tụ Nhân
- Xã Túng Sán

### HuyệnMèo Vạc
- Thị trấn Mèo Vạc
- Xã Cán Chủ Phìn
- Xã Giàng Chu Phìn
- Xã Khâu Vai
- Xã Lũng Chinh
- Xã Lũng Pù
- Xã Nậm Ban
- Xã Niêm Sơn
- Xã Niêm Tòng
- Xã Pả Vi
- Xã Pải Lủng
- Xã Sơn Vĩ
- Xã Sủng Máng
- Xã Sủng Trà
- Xã Tả Lủng
- Xã Tát Ngà
- Xã Thượng Phùng
- Xã Xín Cái

### HuyệnQuản Bạ
- Thị trấn Tam Sơn
- Xã Bát Đại Sơn
- Xã Cán Tỷ
- Xã Cao Mã Pờ
- Xã Đông Hà
- Xã Lùng Tám
- Xã Nghĩa Thuận
- Xã Quản Bạ
- Xã Quyết Tiến
- Xã Tả Ván
- Xã Thái An
- Xã Thanh Vân
- Xã Tùng Vài

### HuyệnQuang Bình
- Xã Bản Rịa
- Xã Bằng Lang
- Xã Hương Sơn
- Xã Nà Khương
- Xã Tân Bắc
- Xã Tân Nam
- Xã Tân Trịnh
- Xã Tiên Nguyên
- Xã Tiên Yên
- Xã Vĩ Thượng
- Xã Xuân Giang
- Xã Xuân Minh
- Xã Yên Bình
- Xã Yên Hà
- Xã Yên Thành

### HuyệnVị Xuyên
- Thị trấn Vị Xuyên
- Thị trấn Nông Trường Việt Lâm
- Xã Bạch Ngọc
- Xã Cao Bồ
- Xã Đạo Đức
- Xã Kim Linh
- Xã Kim Thạch
- Xã Lao Chải
- Xã Linh Hồ
- Xã Minh Tân
- Xã Ngọc Linh
- Xã Ngọc Minh
- Xã Phong Quang
- Xã Phú Linh
- Xã Phương Tiến
- Xã Quảng Ngần
- Xã Thanh Đức
- Xã Thanh Thủy
- Xã Thuận Hoà
- Xã Thượng Sơn
- Xã Trung Thành
- Xã Tùng Bá
- Xã Xín Chải
- Xã Việt Lâm

### HuyệnXín Mần
- Thị trấn Cốc Pài
- Xã Bản Díu
- Xã Bản Ngò
- Xã Chế Là
- Xã Chí Cà
- Xã Cốc Rế
- Xã Khuôn Lùng
- Xã Nà Chì
- Xã Nấm Dẩn
- Xã Nàn Ma
- Xã Nàn Xỉn
- Xã Ngán Chiên
- Xã Pà Vầy Sủ
- Xã Quảng Nguyên
- Xã Tả Nhìu
- Xã Thèn Phàng
- Xã Thu Tà
- Xã Trung Thịnh
- Xã Xín Mần

### HuyệnYên Minh
- Thị trấn Yên Minh
- Xã Bạch Đích
- Xã Đông Minh
- Xã Du Già
- Xã Du Tiến
- Xã Đường Thượng
- Xã Hữu Vinh
- Xã Lao Và Chải
- Xã Lũng Hồ
- Xã Mậu Duệ
- Xã Mậu Long
- Xã Na Khê
- Xã Ngam La
- Xã Ngọc Long
- Xã Phú Lũng
- Xã Sủng Thài
- Xã Sủng Tráng
- Xã Thắng Mố